# Молдова-Газ (футбольный клуб)
«Молдова-Газ» (рум. Moldova-Gaz) — ныне несуществующий молдавский футбольный клуб из Кишинёва, домашние матчи команда проводила на стадионе «Динамо».

## История названий
- 1995 — «Синдикат»
- 1996 — «Синдикат-Молдова-Газ»
- 1997 — «Молдова-Газ»

## История
Клуб был основан в 1995 году под названием «Синдикат». В сезоне 1996/97 клуб занял первое место в Дивизионе «A», что дало право команде играть в Национальном дивизионе чемпионата Молдовы. В высшей лиге страны клуб провёл три сезона: 1997/98, 1998/99, 1999/00. Наивысшим достижением команды является пятое место чемпионата в сезоне 1997/98. «Молдова-Газ» становилась полуфиналистом Кубка Молдовы сезона 1998/99 и 1999/00. В 2000 году команда прекратила своё существование.

## Достижения
Дивизион «A»
- Победитель (1): 1996/97